# Rahul Kohli
Rahul Kohli (Londres, 13 de noviembre de 1985) es un actor británico de ascendencia india, reconocido principalmente por interpretar los papeles de Ravi Chakrabarti en iZombie y de Owen Sharma en The Haunting of Bly Manor. Otros de sus créditos en cine y televisión incluyen Happy Anniversary (2018), Supergirl (2017-2019) y Harley Quinn (2019-2020).

## Filmografía

### Cine
| Año  | Título                     | Papel  | Notas        |
| ---- | -------------------------- | ------ | ------------ |
| 2007 | The Vacancy                | Tom    | Cortometraje |
| 2011 | Alone Together             | Ahmed  | Cortometraje |
| 2014 | I'll Be Home Soon          | Waseem | Cortometraje |
| 2016 | Gangsters Gamblers Geezers | Dev    | Largometraje |
| 2018 | Happy Anniversary          | Ed     | Largometraje |

### Televisión
| Año       | Título                                | Papel                  | Notas            |
| --------- | ------------------------------------- | ---------------------- | ---------------- |
| 2008      | My Holiday Hostage Hell               | Navi                   | 1 episodio       |
| 2012      | Holby City                            | Cal Nelson             | 1 episodio       |
| 2013      | EastEnders                            | Manager                | 1 episodio       |
| 2015–2019 | iZombie                               | Ravi Chakrabarti       | Papel principal  |
| 2017–2019 | Supergirl                             | Jack Spheer            | 2 episodios      |
| 2019–2020 | Harley Quinn                          | Jonathan Crane         | Papel recurrente |
| 2020      | The Rocketeer                         | Aarush Cheena          | 3 episodios      |
| 2020      | The Haunting of Bly Manor             | Owen Sharma            | Papel principal  |
| 2021      | Misa de medianoche                    | Sheriff Hassan         | Papel principal  |
| 2023      | La caída de la casa Usher (miniserie) | Napoleon Usher ("Leo") | Papel principal  |
| 2025      | "La muerte y esas cosas"              | Sunil                  | Papel principal  |